# Heteropterys coleoptera
Heteropterys coleoptera är en tvåhjärtbladig växtart som beskrevs av Adrien Henri Laurent de Jussieu. Heteropterys coleoptera ingår i släktet Heteropterys och familjen Malpighiaceae. Inga underarter finns listade i Catalogue of Life.